# Alicia Fernández
Alicia Fernández Fraga (n. 21 decembrie 1992, în Valdoviño, A Coruña) este o handbalistă spaniolă care joacă pe postul de centru pentru clubul românesc CS Rapid București. Fernández este și componentă a echipei naționale a Spaniei, unde a fost convocată prima dată pentru două meciuri amicale desfășurate la București, pe 17 și 19 martie 2017, împotriva echipei României.

## Biografie
Alicia Fernández Fraga și-a petrecut junioratul la clubul Balonmano Narón, apoi a jucat câteva sezoane la BM Sagunto, cu care a participat în cupele europene. În 2012 a ajuns pentru două sezoane la CB Porriño, iar în 2014 a semnat cu CD BM Aula Cultural Valladolid. În această perioadă a suferit o accidentare gravă, care a ținut-o o vreme departe de terenul de joc. În anul 2015, cu acordul părților, Fernández s-a transferat la Super Amara Bera Bera, unde a rămas până în 2017, când a semnat cu HCM Râmnicu Vâlcea. În 2018, Fernández a obținut cu echipa Spaniei medalia de aur la Jocurile Mediteraneene de la Tarragona. Din 2017 până în 2021 ea a evoluat pentru SCM Râmnicu Vâlcea. Alicia Fernández este medaliată cu argint la Campionatul Mondial de Handbal Feminin din 2019.

## Palmares
Echipă națională
- Campionatul Mondial
  -  Medalie de argint: 2019

- Jocurile Mediteraneene
  -  Câștigătoare: 2018

Club
- Liga Națională:
  -  Câștigătoare: 2019, 2022
  -  Medalie de argint: 2023, 2024
  -  Medalie de bronz: 2021

- Supercupa României:
  -  Câștigătoare: 2018, 2020
  -  Medalie de argint: 2019, 2022, 2023

- Cupa României:
  -  Câștigătoare: 2020
  -  Medalie de argint: 2018, 2019

- Liga Spaniolă de Handbal:
  -  Câștigătoare: 2016
  -  Medalie de argint: 2017

- Cupa Spaniei:
  -  Câștigătoare: 2016
  -  Medalie de argint: 2017

- Supercupa Spaniei:
  -  Câștigătoare: 2015

- Cupa Ligii Spaniole de Handbal:
  -  Câștigătoare: 2016
  -  Medalie de argint: 2017

- Liga Campionilor:
  - Sfert-finalistă: 2020, 2023
  - Optimi de finală: 2021
  - Grupe: 2024
  - Calificări: 2010, 2017

- Cupa EHF
  - Sfert-finalistă: 2011
  - Optimi: 2012
  - Turul 4: 2010
  - Turul 3: 2016, 2019

## Palmares individual
- Cea mai bună handbalistă străină care activează în Liga Națională: 2019[19]